# Een avontuur zonder helden
Een avontuur zonder helden is een stripreeks die begonnen is in januari 1977 met Jean Van Hamme als schrijver en Daniel Henrotin als tekenaar.

## Albums
Alle albums zijn geschreven door Jean Van Hamme en getekend door Daniel Henrotin.
| Nummer | Titel                      | Uitgever(s)                    |
| ------ | -------------------------- | ------------------------------ |
| 1      | Een avontuur zonder helden | Uitgeverij Helmond, Le Lombard |
| 2      | Twintig jaar later         | Le Lombard                     |